# Brug 425
Brug 425 is een viaduct in Amsterdam-Oost.
Het viaduct maakt deel uit van het Rhijnspoorplein en overspant de verkeersweg Mauritskade van de Singelgracht. Het kunstwerk sluit vanuit het noorden met Weesperpoortbrug (brug 263) aan op het Weesperplein en de Weesperstraat, die hier overgaat in de Wibautstraat. In de oost-westrichting sluit het kunstwerk aan op de weg naar de Torontobrug over de Amstel.
De Mauritskade kreeg in 1880 haar naam, maar ontstond veel eerder als het voorplein van het Weesperpoortstation uit 1843. Johannes Hilverdink legde de situatie rond 1848 vast zonder noemenswaardig verkeer. Het beeld veranderde sterk toen het Weesperpoortstation haar overkapping kreeg. Op een ansichtkaart van rond 1908 is op de plaats van het viaduct een voetpad te zien, maar ook een klein rangeerterreintje.
In 1940 ontstond hier een groot gat; het Weesperpoortstation is in 1939 gesloten en vervolgens afgebroken. De Mauritskade heeft ter plaatse dan alleen verkeer naar en van het oosten, een doorgaande weg westwaarts was er nog niet. Dit bleef zo tot midden jaren zestig. Door de plannen voor de overbrugging van de Amstel kwam er behoefde aan een verkeersplein dat daarop aansloot. Aangezien het autoverkeer sterk toenam werd er in 1963 naar gekeken of het handiger was de verkeersstromen noord-zuid en oost-west ongelijkvloers te laten lopen.
Voor het stukje Mauritskade bij de Amstel betekende dat rigoureuze sloop (zie foto 1967). In februari 1967 begonnen de werkzaamheden, waarbij de Mauritskade over 170 meter verdiept werd aangelegd. Gelijktijdig werden ook de nog aanwezige fundamenten van de draaischijf van het voormalige station gesloopt.
Op 23 oktober 1969 werd het viaduct tegelijk met die Torontobrug geopend door Roel de Wit. De weg was amper opengesteld voor het verkeer of er ontstond weer bouwdrukte; de eerste heipalen voor de Amsterdamse Metro gingen in augustus 1970 de grond in, op de noordoostelijke parallelweg bij het viaduct. Overigens was er bij de bouw van het viaduct al rekening gehouden met de toekomstige metro.

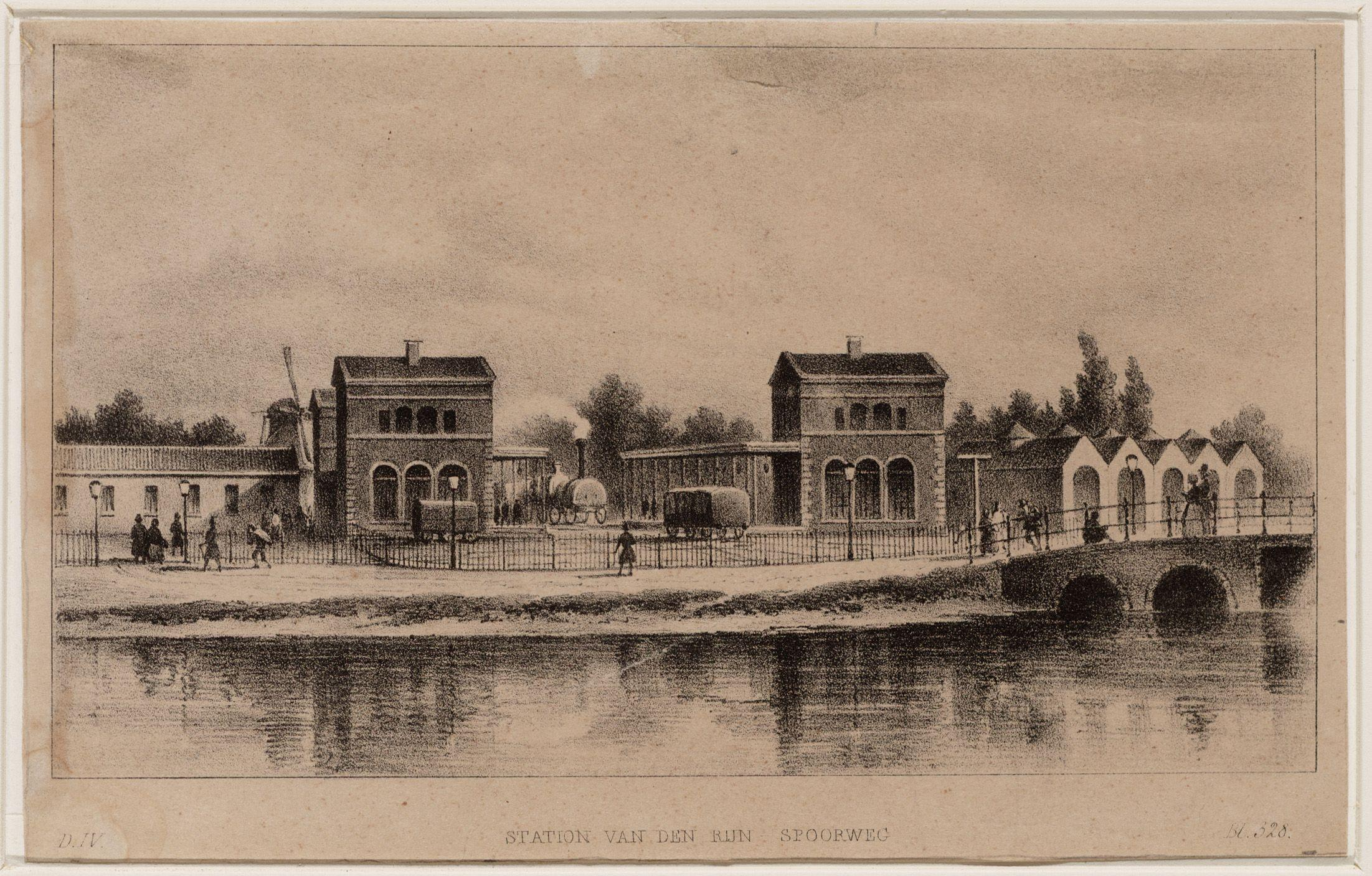
Verkeerssituatie rond 1848
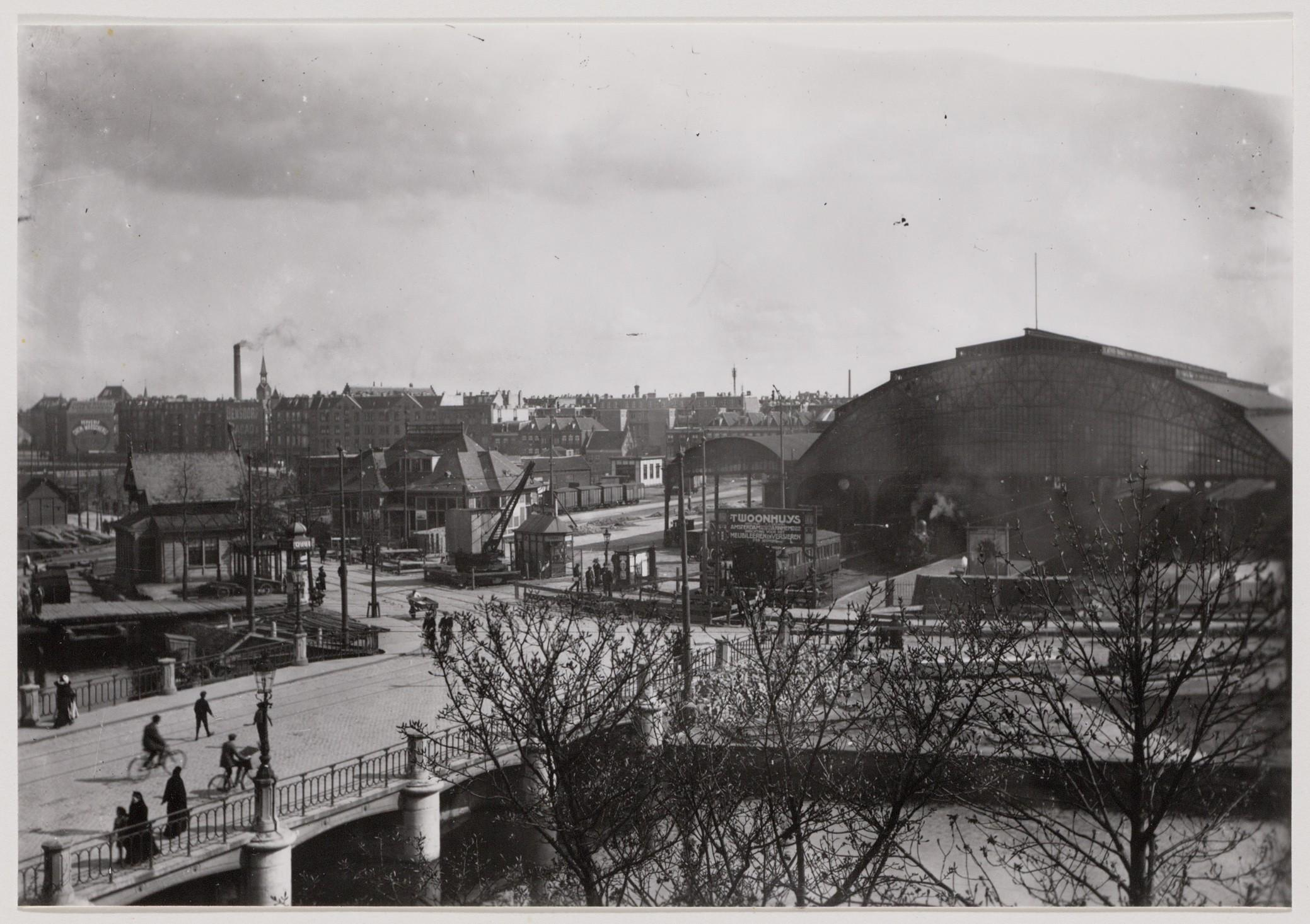
Verkeerssituatie rond 1905
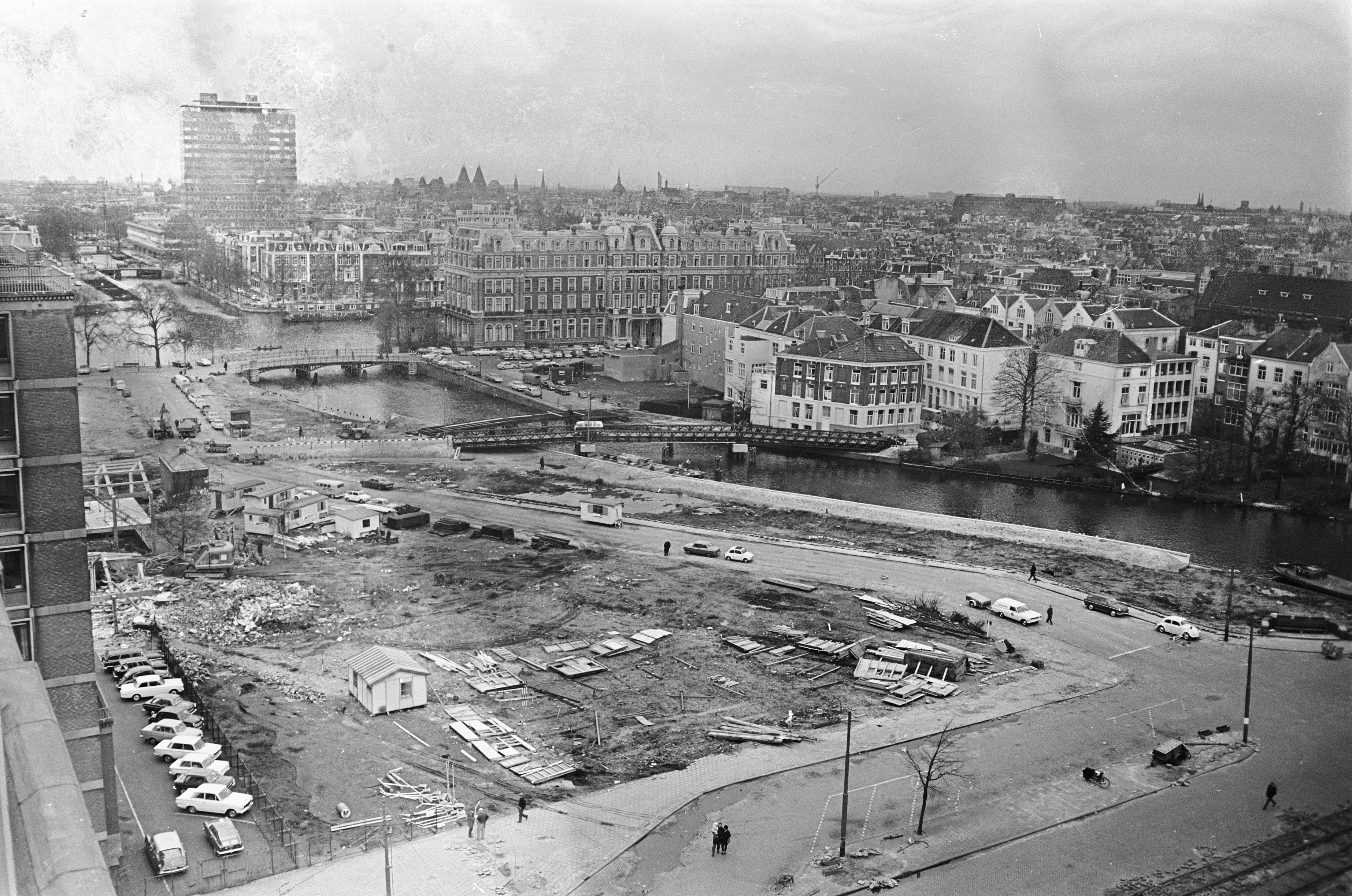
Verkeerssituatie in 1967
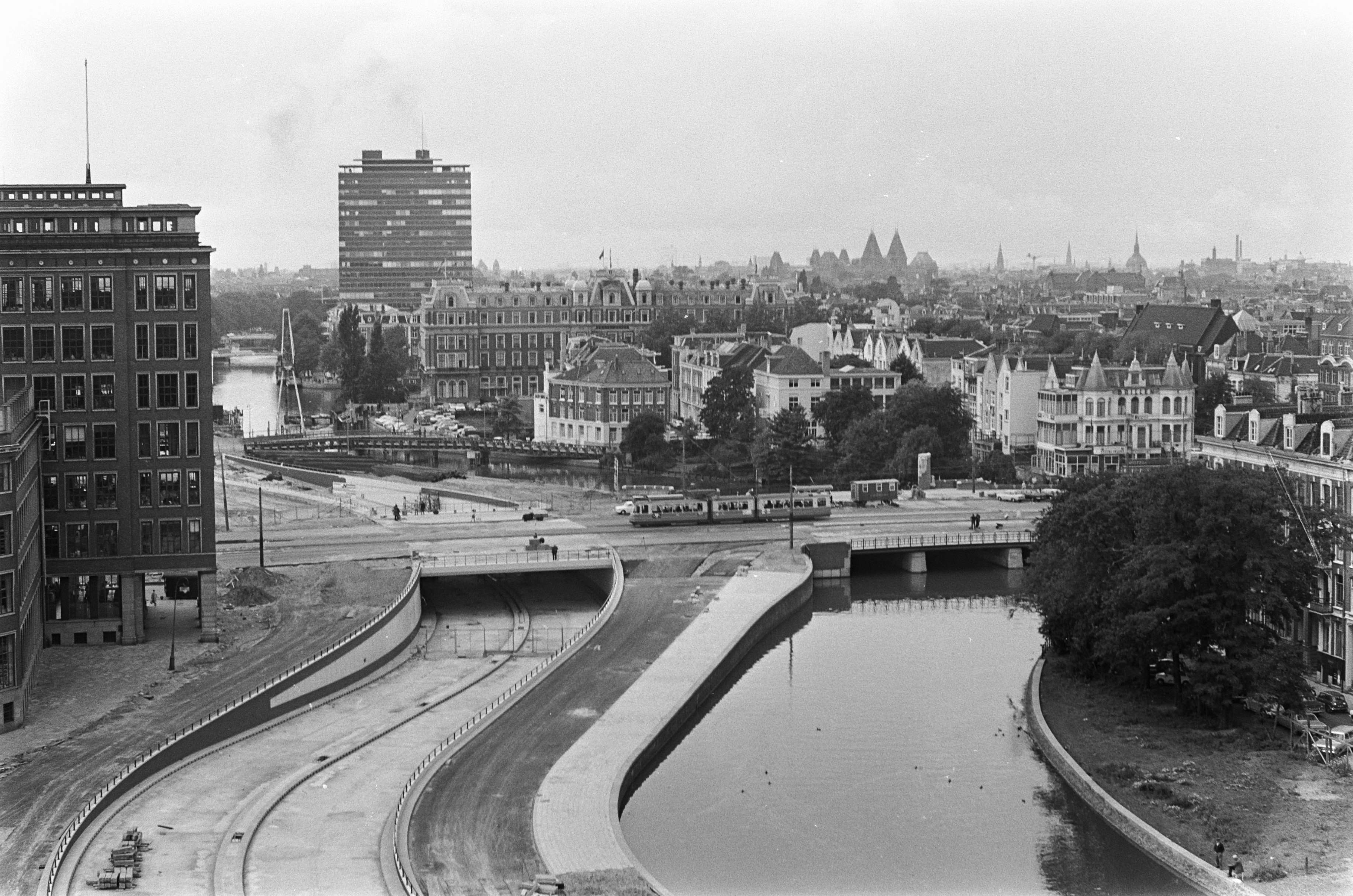
Verkeerssituatie in 1968 (viaduct 425 links)
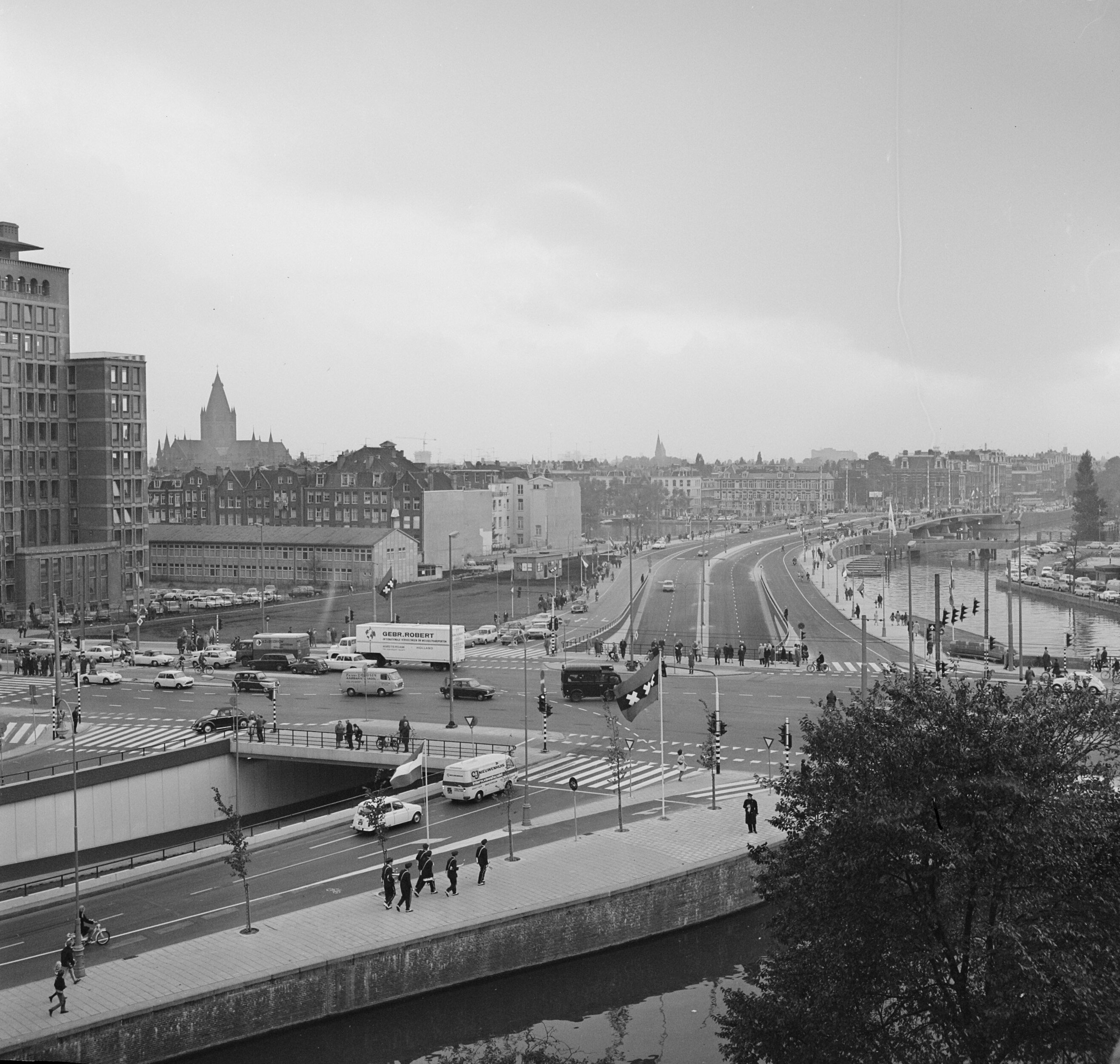
Brug 425 in 1969

<<< · 400 · 401 · 402 · 403 · 404 · 405 · 406 · 407 · 408 · 409 · 410 · 411 · 413 · 414 · 415 · 416 · 417 · 418 · 419 · 420 · 421 · 422 · 423 · 424 · 425 · 427 · 429 · 430 · 431 · 432 · 433 · 434 · 435 · 436 · 437 · 438 · 439 · 440 · 441 · 442 · 443 · 444 · 445 · 446 · 447 · 448 · 449 · 450 · 451 · 452 · 453 · 454 · 455 · 456 · 457 · 458 · 459 · 460 · 461 · 462 · 463 · 464 · 465 · 466 · 469 · 470 · 471 · 472 · 473 · 474 · 475 · 476 · 478 · 479 · 480 · 482 · 483 · 485 · 486 · 487 · 488 · 489 · 490 · 491 · 492 · 493 · 494 · 495 · 496 · 497 · 499 · >>>
Brugnummers 412, 426, 428, 467, 468, 477, 481, 484 en 498 zijn niet (meer) vergeven.